# Zuidelijke Åggojåkka
Zuidelijke Åggojåkka (Samisch: Lulep Åggojåkka) is een rivier annex beek, die stroomt in de Zweedse  gemeente Kiruna. De rivier ontstaat op de zuidelijke hellingen van de bergen Noordelijke Åggo en de Zuidelijke Åggo. De rivier stroomt naar het oosten en mondt na 17820 meter in de Åggojåkka.
Afwatering: Zuidelijke Åggojåkka →  Åggojåkka →  Lainiorivier → Torne → Botnische Golf
De Zweedse naam is een allegaartje geworden: Lulep Aggojokko; het voorvoegsel is Samisch; de naam een verbastering van het Samisch.